# 巴庫戰役
巴库战役（阿塞拜疆语：Bakı döyüşü，土耳其语：Bakü Muharebesi，俄语：Битва за Баку）是第一次世界大战中的一场战斗，发生在1918年8月至9月之间，由努里·帕夏 (Nuri Pasha ）与达什纳克巴库苏维埃军队，后来由莱昂内尔·邓斯特维尔领导的英国 - 亚美尼亚 - 白俄罗斯军队接替，并短暂地看到苏俄重新加入战争。 这场战斗是高加索战役的决定性部分，但也是亚美尼亚-阿塞拜疆战争的开始。